# Safâa Erruas

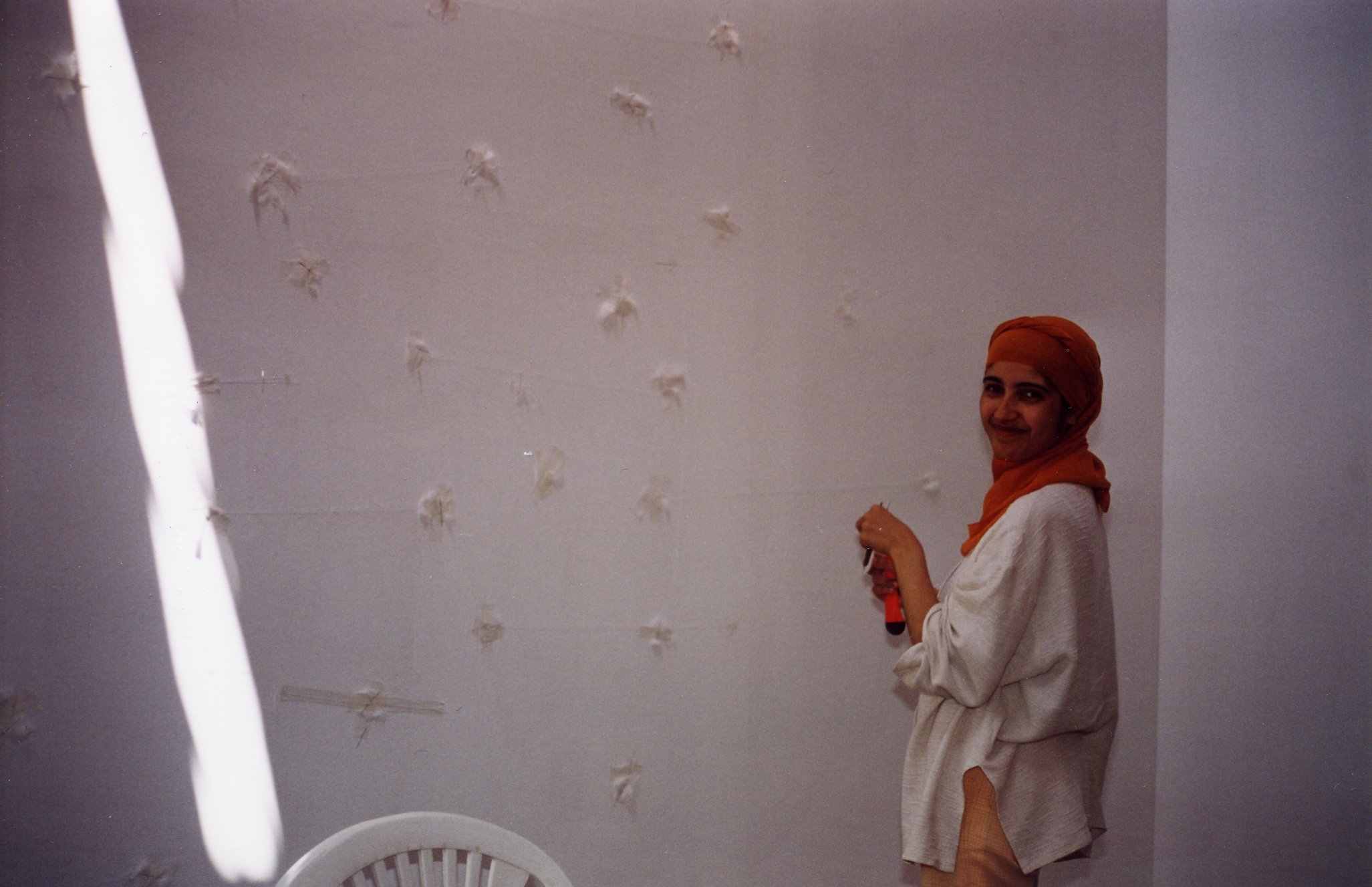
Safâa Erruas alla biennale di Dakar del 2002

Safâa Erruas (Tétouan, 1976) è un'artista marocchina.

## Biografia
Ha terminato i suoi studi nel 1998 presso la Scuola Belle Arti a Tetouan e ha esposto in una serie di mostre in Marocco e all'estero. 
Lavora da più di dieci anni nel mondo dell'arte. Nella sua ricerca ricorrono monocromi bianchi e vari materiali, che nonostante siano apparentemente morbidi, celano una certa violenza di fondo.

## Opere
Le opere di Safâa Erruas, riconosciute per essere fra quelle di maggior pregio nell'arte contemporanea marocchina, sono realizzate con carta bianca traforata, cucita, trafitta con aghi e filo di ferro sottile. Con questi materiali semplici, l'artista riesce ad evocare la pelle di un corpo diafano, la fragilità e il dolore. La morbidezza, la sensualità e la crudeltà delle donne marocchine di tutti i giorni sembrano intrecciarsi.

## Esposizioni
Nel 1996 ha partecipato all'evento "“Revue Murale N°4" per le strade di Casablanca, Tétouan e Marsiglia, poi alla Galleria Delacroix di Tangeri.
Nel 1998 ha esposto alla Galleria 90° a Bordeaux e all'istituto Francese di Marrakech.
Nel 2000 è stata invitata in residenza presso la Cité Internationale des Arts, a Parigi.
Ha partecipato alla 5ª Biennale Dak'Art 2002 d'Arte Contemporanea Africana, a Dakar.
Nel 2003 ha esposto a Londra e al Dahlem Museum di Berlino.
Nel 2004 ha partecipato alla mostra "Glance Croisésau" al Museo di Marrakech con Claude Viallat, Buraglio Pierre, Bernard Garcia e Philippe Favier.
Nel 2006 partecipa alla 7ª Biennale Dak'Art 2006 d'Arte Contemporanea Africana di Dakar, dove viene premiata.
Nel 2007 ha esposto a Bruxelles presso il Women's Voices Festival e alla mostra "Zondertite" al Museo 
MUHKA. Ha partecipato alla mostra "Recycling the Looking-Glass" della Kunstforening Looking-Glass di Oslo.
Nell'estate 2008 partecipa alla 30ª edizione della Biennale di Pontevedra (Spagna); nel novembre 2008 con il Collectif 212, un collettivo artistico marocchino, ha partecipato ad una delle prime mostre alla Casa Arabe Madrid organizzata dalla fondazione ArtSur.
Durante l'estate del 2009 ha esposto in Francia a Bergerac e Tangeri nella galleria dell'Istituto Cervantes. 
Ha partecipato alla 25ª Biennale di Alessandria d'Egitto dove con la sua installazione dal titolo "The Moon Inside Of Me" ha vinto il premio della Biennale; l'opera è stata esposta al Museum of Contemporary African Diasporan Arts di New York nell'ambito della prospettiva "Art, Women and Islam".
Nel 2010 ha esposto  "Silences et Oxymores" nella villa Delaporte e le sue opere sono state presentate alla fiera ArtParis con la galleria Atelier21 di Casablanca.